# Gohrisch
Gohrisch är en kommun och ort i Landkreis Sächsische Schweiz-Osterzgebirge i förbundslandet Sachsen i Tyskland. Kommunen har cirka 1 700 invånare.
Kommunen ingår i förvaltningsområdet Königstein/Sächs. Schw. tillsammans med kommunerna Königstein/Sächs. Schw., Rathen, Rosenthal-Bielatal och Struppen.